# Biedronka
Biedronka (în traducere, Buburuza) este un lanț de supermarketuri din Polonia. Acest lanț activează în domeniul comerțului cu amănuntul.
Suprafața magazinelor nu depășește 1000-1100 mp, astfel încât a acoperit toată Polonia.

Sunt planuri să facă un lanț de magazine și în România. Arhivat în 22 februarie 2020, la Wayback Machine.